# Distrito electoral de South Loup City
South Loup City Precinct es una subdivisión territorial del condado de Sherman, Nebraska, Estados Unidos. Según el censo de 2020, tiene una población de 511 habitantes.
En el estado de Nebraska, 25 condados están subdivididos en townships y 63 (entre ellos, el condado de Sherman) en precintos, donde no hay gobierno municipal.

## Geografía
Está ubicada en las coordenadas 41°14′1″N 98°54′26″O / 41.23361, -98.90722. Según la Oficina del Censo de los Estados Unidos, tiene una superficie total de 93.52 km², de la cual 92.82 km² corresponden a tierra firme y 0.70 km² es agua.

## Demografía
Según el censo de 2020, hay 511 personas residiendo en la zona. La densidad de población es de 5.5 hab./km². El 90.2% de los habitantes son blancos, el 0.6% son afroamericanos, el 0.6% son amerindios, el 1.2% son de otras razas y el 7.4% son de una mezcla de razas. Del total de la población, el 5.5% son hispanos o latinos de cualquier raza.